# Međunarodni aerodrom Skoplje
Međunarodni aerodrom Skoplje (makedonski: Меѓународен аеродром Скопје; od 2006. do 2018. Aerodrom »Aleksandar Veliki«), međunarodna i glavna zračna luka Republike Makedonije. Koristi se glavnim dijelom civilno, uz vojnu upotrebu makedonske vojske te za opskrbu međunarodne misije na Kosovu.
Leži otprilike 20 km istočno-jugoistočno od Skoplja.

## Povijest i razvoj
U prosincu 2006. zračna je luka odlukom vlade Republike Makedonije preimenovana u Aerodrom »Aleksandar Veliki«, izazvavši time diplomatski sukob s Grčkom, koja Aleksandra Velikog smatra svojim nacionalnim nasljedstvom.
Zračna luka trenutno razrađuje i provodi razvojni plan, koji bi trebao utrostručiti kapacitet sa sadašnjih 650.000 na oko 1,5 mil. putnika. Uz to se traži privatni partner koji bi zračnu luku uzeo na koncesiju od 20 godina.

## Zrakoplovne kompanije i destinacije
Sljedeće zrakoplovne kompanije povezuju Skoplje (kolovoz 2019.):
- Adria Airways (Ljubljana)
- Austrian Airlines (Beč)
- Croatia Airlines (Split, Zagreb)
- Czech Airlines (Prag)
- Germania Flug (Cirih)
- Air Serbia (Beograd)
- Edelweiss Air (Zürich)
- flydubai (Dubai)
- LOT Polish Airlines (Varšava)
- Pegasus Airlines (Istanbul-Sabiha Gokcen)
- Qatar Airways (Doha)
- Wizz Air (Basel, Bove, Berlin-Schönefeld, Bratislava, Budimpešta, Köln/Bonn, Kopenhagen, Dortmund, Eindhoven, Göteborg, Fridrichshafen, Frankfurt-Han, Hamburg, Hannover, London-Luton, Malmö, Malta, München-Memingen, Milano-Malpenza, Nirnberg, Rim-Champino, Sandefjord, Stokholm-Skavsta, Venecija-Trevisio)
- Turkish Airlines (Istanbul-Atatürk)

## Vanjske poveznice
- Glavna stranica makedonskih zračnih luka